# Монастырь Пресвятой Богородицы
Монастырь Пресвятой Богородицы (арм. Սուրբ Աստվածածին վանք (Ցղնա), Сурб Аствацацин) — армянский монастырский комплекс XII—XIII веков, расположенный в селе Чананаб Нахичеванской Автономной Республики Азербайджана. Остаток комплекса — церковь Богородицы был полностью разрушен 3 февраля 2000 года, что запечатлел спутник IKONOS. 

## Описание
Церковь отмечена на нескольких топографических картах, включая карту 1933 года и карту 1974 года. Когда историк Аргам Айвазян во время своих полевых работ в Нахичеване (1964—1987 гг.) задокументировал монастырь Пресвятой Богородицы, церковь монастыря хорошо сохранилась, хотя внешние стены, крыльцо и подсобные постройки уже не остались. 
Аргам Айвазян в Нахичеване лично зафиксировал 89 действующих церквей и соборов, которых сейчас уже нет. Он насчитал и задокументировал 5 840 хачкаров и дал оценку в 22 000 плоских надгробий, которые сейчас разбиты, вспаханы или удалены.

## Устройство
Сурб Аствацацин представлял собой купольную базилику с большой светлой апсидой, двумя ризницами и залом. В центре крыши возвышался купол с восемью окнами, поддерживаемый четырьмя крестообразными столбами. К южному фасаду пристроена колокольня. На фасадах со всех сторон здания были выгравированы армянские надписи, а под арками входов, в углах и на колокольне — установлены скульптуры. Этот важный культурный центр, когда-то украшенный настенными росписями святых и рельефами Девы Марии и распятия, был разрушен 3 февраля 2000 года.